# ستيفن إليوت جونيور
ستيفن إليوت جونيور (بالإنجليزية: Stephen Elliott, Jr.)‏ هو كاتب أمريكي، ولد في 1832 في بيافورت في الولايات المتحدة، وتوفي في 21 مارس 1866 في أيكن في الولايات المتحدة.